# Hruschiwka (Polohy)
Das Dorf Hruschiwka (ukrainisch Грушівка; russisch Грушевка Gruschewka, vormals deutsch Alexanderkrone und Lichtfelde) geht auf zwei Ansiedlungen deutschsprachiger Mennoniten als Teil der Kolonie Molotschna zurück.
Am 12. Juni 2020 wurde das Dorf ein Teil der neugegründeten Stadtgemeinde Molotschansk, bis dahin bildete einen Teil der Landratsgemeinde Kirowe (Кіровська сільська рада/Kirowska silska rada) im Südosten des Rajons Tokmak.
Am 17. Juli 2020 kam es im Zuge einer großen Rajonsreform zum Anschluss des Rajonsgebietes an den Rajon Polohy.

## Alexanderkrone
Das Dorf wurde 1857 mit anderen Siedlungen der Kolonie Molotschna am Südufer des Flusses Juschanly (Юшанлы) gegründet und nach Zar Alexander III. benannt. Das fruchtbare Land ist von einer Hügelkette durchzogen. Haupterwerb in der Siedlung wurde Rinderzucht. Nach dem Bürgerkrieg wurde das Land verstaatlicht. Die verbleibenden Deutschsprachigen wurden 1941 vertrieben oder flohen spätestens 1943 mit den zurückweichenden deutschen Truppen nach Westen.
Zu Beginn des 20. Jahrhunderts wurde eine Zentralschule errichtet, deren Gebäude erhalten ist. Die Kirche von 1890 wird heute als Kirche der Orthodoxen Kirche der Ukraine genutzt. Erhalten ist auch das als Scheune genutzte Gebäude der ehemaligen Dorfschule. Auch die ehemalige holländische Mühle von Alexanderkrone ist als Ruine erhalten.

## Lichtfelde
Lichtfelde wurde 1819 von flämischen Siedlern entlang dem Nordufer des Juschanlee gegenüber Alexanderkrone gegründet. Eine Dorfschule wurde 1824 gegründet. Der Ortsname bezieht sich auf eine Siedlung in Westpreußen. Zur Regulierung des Flusses legten die Siedler entlang dem Juschanlee drei Dämme an. Die Hauptstraße von Lichtfelde wurde durch eine Brücke mit der Hauptstraße von Alexanderkrone verbunden. Heute sind hier noch einige mennonitische Wohnhäuser erhalten.

## Kleefeld
Der Ort wurde 1854 von 40 mennonitischen Familien aus anderen Orten der Molotschna Kolonie gegründet. Mit Höfen beiderseits der Straße, die parallele zum Juschanlee verlief, entsprach das Dorf den Traditionen. 1869 gab es 37 Vollwirtschaften, sechs Halbwirtschaften und 38 Kleinwirtschaften. 1908 gab es zwei Mühle und eine Ziegelei. Während des Zweiten Weltkriegs wurde der Ort fast völlig zerstört.